# Stokmarknes
Stokmarknes är en tätort och stad som utgör centralort i Hadsels kommun i Nordland fylke i norra Norge. Staden är belägen på nordöstra delen av ön Hadseløya i ögruppen Vesterålen och har cirka 3 500 invånare.  
Stokmarknes fick privilegier som handelsplats 1776 och blev stad (norska: by) genom ett kommunalt beslut år 2000. I Stokmarknes finns fisk- och räkförädling, trävaruanläggning, ett större sjukhus och Vesterålens äldsta lokaltidning, "Vesteraalens Avis" med cirka 3 000 abonnenter.
Kustlinjen Hurtigrutens fartyg anlöper Stokmarknes hamn. Stokmarknes har en speciell plats i Hurtigrutens historia. Det var i Stokmarknes redaren Richard With grundlade Vesteraalens Dampskibsselskab 1881. Företagets ångdrivna kustfartyg trafikerade den första Hurtigrut-linjen, 1893. Idag är Hurtigrutens museum en av Stokmarknes sevärdheter. Det gamla fartyget "Finnmarken" ligger vid kaj och besökare är välkomna ombord.
Stokmarknes flygplats Skagen ligger på ön Langøya cirka fem kilometer norr om staden. Cirka 100 000 flygresenärer passerar Skagen årligen.

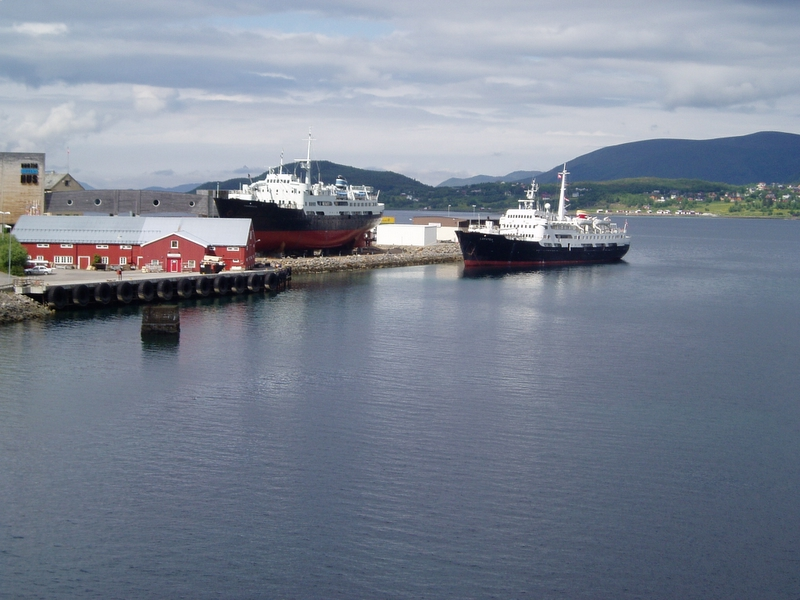
Hurtigrutemuseet i Stokmarknes.